# Julio Bertrand
Julio Bertrand Planella es un ingeniero, académico y consultor chileno, que desde abril de 2020 se desempeña como gerente general de CAP, el principal grupo minero siderúrgico de la costa americana del Pacífico.
Antes de CAP S.A. Bertrand trabajó durante seis años en Empresas Gasco, donde llegó a ser gerente general entre 2017 y 2020. Desde esa posición lideró el plan estratégico de la firma que apuntaba a la reinvención de la compañía hacia soluciones energéticas, incluyendo el aterrizaje en el rubro de la generación eléctrica. También se desempeñó como gerente general de  la Empresa Nacional del Petróleo (Enap), empresa donde estuvo más de 17 años en distintos cargos, tanto en el rubro de la exploración y producción de hidrocarburo como en la refinación y comercialización de los mismos.
Se formó en el Colegio de los Sagrados Corazones de Manquehue de la capital chilena, desde donde egresó en 1989. Estudió luego ingeniería civil industrial en la Pontificia Universidad Católica, donde también consiguió un diplomado en ingeniería mecánica y un magíster en ciencias de la ingeniería. Además, en 2004, obtuvo una Maestría en Administración de Negocios (MBA) por la Universidad de Adelaida, en Australia.
Ingresó a Enap Sipetrol en 1996 como ingeniero en planificación, siendo nombrado gerente de planeamiento y control de gestión y luego gerente de planificación estratégica y desarrollo de negocios de la línea de exploración y producción. En diciembre de 2009 asumió la gerencia comercial de la matriz.
En abril de 2012, se hizo cargo de la gerencia de refinación y comercialización, posición desde la que estuvo a cargo de la operación de las refinerías y desde la cual negoció el nuevo contrato de gas natural entre Enap y British Gas, en diciembre del mismo año. En septiembre de 2013, reemplazó en la gerencia general a Ricardo Cruzar, responsabilidad que mantuvo hasta mayo de 2014.
En octubre de 2014, fue designado gerente general de Gasco GLP, filial de Gasco SA.
Se ha desempeñado como profesor de estrategia en el magíster en ingeniería industrial de la Pontificia Universidad Católica.